# Yūto Satō
Yūto Satō (jap. 佐藤 勇人, Satō Yūto; * 12. März 1982 in Kasukabe, Präfektur Saitama) ist ein japanischer Fußballspieler.

## Karriere
Yūto Satō spielte von 2000 bis 2009 in der höchsten japanischen Fußballliga, der J1 League, und danach bis zu seinem Karriereende 2019 in der J2 League. Er war ganz überwiegend für JEF United Ichihara Chiba aktiv. In den Jahren 2008 und 2009 trat er für Kyoto Sanga an. 2006 absolvierte er für die japanische Fußballnationalmannschaft ein Länderspiel.

## Privates
Der Zwillingsbruder von Yūto Satō ist der japanische Nationalspieler Hisato Satō.